# Josep Maria Bartomeu
Josep Maria Bartomeu Floreta (Barcelona, 6 de febrero de 1963) es un empresario español del sector de la ingeniería y de las infraestructuras. Fue presidente del Fútbol Club Barcelona entre 2014 y 2020.
En enero de 2014 tras la renuncia de Sandro Rosell debido a la situación judicial del club, se convirtió en el presidente en funciones del F. C. Barcelona, y finalmente fue ratificado por los socios el 18 de julio de 2015, con el 54,63% de los votos. En octubre de 2020 dimitió como presidente de la entidad.

## Biografía
Josep Maria Bartomeu Floreta nació en Barcelona el 6 de febrero de 1963, y vivió en Vilanova del Vallés. Estudió en Aula Escola Europea.
Es licenciado en Administración de empresas y Executive MBA por ESADE. En su juventud, jugó baloncesto de base y escolta en las categorías inferiores del F. C. Barcelona y del R. C. D. Espanyol, y posteriormente en el C. B. Mollet y el C. B. Santa Coloma.

## Trayectoria empresarial
Su trayectoria como empresario está ligada a los negocios familiares. En la actualidad es consejero delegado de ADELTE Group, ingeniería para puertos y aeropuertos (especializada en pasarelas de embarque) que tiene sus raíces en Trabosa, empresa dedicada a la construcción de vehículos industriales creada por su abuelo en 1962. Es también consejero de Equipo Facility Services-EFS, dedicada al mantenimiento de terminales y equipos electromecánicos (gestión y mantenimiento de carritos portaequipajes, sistemas automáticos de transporte de equipajes, conducción de pasarelas de embarque, asistencia en tierra a las aeronaves o handling, etc.)

## Fútbol Club Barcelona

### Directivo de Joan Laporta (2003-2005)
En 2003, junto con Sandro Rosell, con quien coincidió durante su época de estudiante en ESADE, formó parte de la candidatura de Joan Laporta, que ganó las elecciones a la presidencia de F. C. Barcelona. Bartomeu entró en la junta directiva como vocal y responsable de las secciones de baloncesto, balonmano y hockey. En su primera temporada al frente del baloncesto, el equipo ganó la Liga ACB y la Supercopa. Durante la temporada 2004/05, surgieron discrepancias entre Bartomeu y Laporta, debido a los cambios impulsados por el presidente y sus directivos afines en el organigrama del club. Finalmente, en marzo de 2005, Laporta relevó de sus funciones a Bartomeu, y manifestó públicamente su desacuerdo con los nombramientos de Valero Rivera como director general de las secciones y de Manolo Flores como entrenador del equipo de baloncesto. Bartomeu se mantuvo en la junta hasta junio, cuando presentó la dimisión junto con Rosell y otros tres directivos, en desacuerdo con la gestión de Laporta.

### Vicepresidente de Sandro Rosell (2010-2014)
Entre julio de 2010 y enero de 2014, fue el vicepresidente deportivo en la junta directiva de Rosell, tras ganar las elecciones con el 61,35% de votos.

### Presidente en funciones (2014-2015)

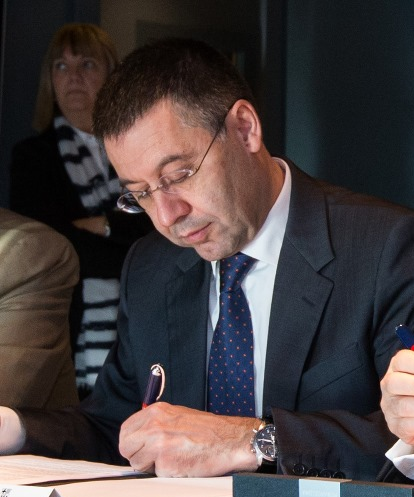
Bartomeu en 2014

Rosell renunció a la presidencia el 23 de enero de 2014, debido la admisión a trámite del juez de la Audiencia Nacional, Pablo Ruz, por la querella del denominado caso Neymar. De acuerdo con el artículo 33 de los estatutos del club, Bartomeu se convirtió en el 40.º presidente del Fútbol Club Barcelona.
En abril de 2014, el club recibió el comunicado de una sanción impuesta cuatro meses antes por la Comisión de Disciplina de la FIFA, debido a incumplimientos del Reglamento sobre el Estatuto de Transferencia de Jugadores en nueve casos. Se realizó una apelación, pero fue rechazada el 20 de agosto, y el Barcelona no pudo fichar en dos mercados.
Después que no ganar títulos en la temporada 2013-14, algo que no ocurría en siete años, en el verano de 2014 el club llevó a cabo la mayor inversión en fichajes en su historia con 157 millones de euros en ocho jugadores. También se contrató al entrenador Luis Enrique, que sustituyó a Gerardo Martino.
El 7 de enero de 2015, con mandato vigente hasta el siguiente año, anunció la convocatoria de elecciones cuando la temporada terminara. El 3 de febrero, Ruz imputó a Bartomeu en otra causa del caso Neymar, por un presunto delito contra la Hacienda Pública, atribuido al club por no haber hecho las retenciones de impuestos del contrato de Neymar.
Esa temporada, el club blaugrana logró el segundo triplete de su historia.
Fuera del terreno del juego, realizó cambios en el organigrama del club: relevó a Toni Freixa de los cargos de secretario y portavoz de la junta, y despidió al director de fútbol formativo, Guillermo Amor, al director general, Antoni Rossich, y al director deportivo Andoni Zubizarreta.

### Presidente (2015-2020)
Las elecciones, a las que se presentaron Bartomeu, Laporta, Agustí Benedito y Toni Freixa, se llevaron a cabo el 18 de julio. Bartomeu obtendría 25 823 votos, el 54,63%, y alcanzó la presidencia como indicaban las encuestas, tras superar a Laporta.
Ese mes realizó cambios en el organigrama del club: nombró secretario técnico del fútbol formativo profesional, cargo de nueva creación, a Pep Segura, y de secretarios técnicos del fútbol formativo amateur a Jordi Roura y Aureli Altimira.
En julio de 2017 Pep Segura pasa a ser el nuevo representante general de fútbol azulgrana, y el cargo de secretario técnico del fútbol formativo profesional que venía ocupando desde 2015 fue para la dupla de exjugadores azulgranas José Mari Bakero y Guillermo Amor (también le nombra director de relaciones institucionales y deportivas del Barça).
El 29 de mayo de 2017, Bartomeu confirmó que Ernesto Valverde sería el próximo entrenador del F. C. Barcelona. El director deportivo entre el 2015-2018 fue Robert Fernández, a partir del 30 de junio de 2018 es sustituido por Éric Abidal. El 11 de enero de 2020 cesaría a Valverde siendo Quique Setién el sustituto. El Barça cerró la temporada 2019-20 sin ningún título; y con una dolorosa caída en Champions con el Bayern Munich (2-8). El 26 de agosto varios grupos de oposición y precandidatos a la presidencia se unieron para presentar una moción de censura a Bartomeu y su junta. El 27 de octubre de 2020 Bartomeu y su junta directiva dimitieron.
Poco después de su dimisión, se conoció que la pésima gestión económica de Bartomeu, agravada por la Pandemia de COVID-19, dejó al Barça en una de las peores crisis económicas de su historia. La masa salarial más alta del mundo y los pagos de fichajes desorbitados dejaron la deuda total del club en 1.173 millones de euros, teniendo además 730 de esos millones a corto plazo. El coste desbocado de los fichajes y el enorme crecimiento de la masa salarial bajo la gestión de Bartomeu, que incluyendo las amortizaciones de las primas de fichaje, absorben más del 70 % de los ingresos de la entidad provocó tal crisis, el 25 de enero de 2021, la institución era administrada por una Junta Gestora sin mucha capacidad de maniobra tras su dimisión.

### Títulos conseguidos por el club bajo su presidencia
- Fútbol:

- 4 Liga española de fútbol
- 4 Copa del Rey
- 2 Supercopa de España de Fútbol
- 1 Liga de Campeones
- 1 Supercopa de Europa
- 1 Copa Mundial de Clubes

## Controversias
En 2003, Bartomeu, como directivo integrante de la junta directiva del presidente Laporta, fue corresponsable de imputar al último ejercicio del presidente Joan Gaspart, 63,8 millones de euros de pérdidas por la amortización acelerada de jugadores y la baja de jugadores no amortizados. Las elecciones se habían celebrado el 15 de junio de 2003 y la junta directiva, interpretando que el ejercicio Gaspart finalizaba el 30 de junio, le imputó estas pérdidas el día 22 de junio, que era el día de la toma de posesión. Un socio denunció esta contabilización y la justicia determinó que estas pérdidas, no solo debían imputarse al primer ejercicio del mandato, sino que este ejercicio comprendía el período incluido entre los días 22 y 30 de junio y que equivalía a un ejercicio completo. Es decir, un ejercicio de solo ocho días. La sentencia provocó el adelanto de las elecciones al 2006 y propició los posteriores casos judiciales de los avales y de la acción social de responsabilidad al incluir las pérdidas de los primeros ocho días en los resultados globales de los dos mandatos del presidente Laporta.
En 2005, Bartomeu presentó su dimisión como directivo de la junta Laporta. Meses antes había sido destituido como responsable de la sección de baloncesto y, aprovechando la dimisión de los directivos, Sandro Rosell y Jordi Moix, también presentó la suya. Bartomeu consideraba que el presidente Laporta había perdido por el camino muchos de los ideales que formaban parte del proyecto inicial y le acusaba de falta de transparencia. Laporta, en cambio, consideraba que la situación era insostenible y que era del dominio público que los directivos dimisionarios no compartían el modelo de gobierno del club y eran contrarios al proyecto deportivo del responsable de fichajes, Txiki Begiristain, y del entrenador del primer equipo, Frank Rijkaard.
En 2008, pocas horas antes de celebrarse la moción de censura contra el presidente Laporta, promovida por los socios, Oriol Giralt y Christian Castellví, Bartomeu se posicionó claramente a favor del sí y pidió públicamente a los socios que apoyaran la moción para evitar seguir dos años más con el presidente Laporta y poder acabar con la crisis institucional que, a su criterio, estaba instalada el club. Bartomeu añadió que si se iba Laporta, también se iría del club Johan Cruyff, que desde la llegada de Laporta al club había influido en muchas de las decisiones tomadas por la junta directiva. Bartomeu pronunció una frase que ha pasado a la historia del barcelonismo:

Votar sí a la moció, és votar no a Cruyff
Josep Maria Bartomeu

En 2010, Bartomeu formaba parte de la candidatura encabezada por Sandro Rosell que ganó las elecciones a la presidencia del FC Barcelona. Una de las primeras decisiones de la junta fue la de reformular las cuentas de la junta saliente. La junta saliente del presidente Laporta había presentado unos resultados globales con beneficios, pero después de la reformulación de cuentas estos beneficios se transformaron en pérdidas y la junta presidida por Sandro Rosell, de la que Bartomeu era el vicepresidente deportivo, llevó a la asamblea de compromisarios la propuesta de ejercitar una acción social de responsabilidad contra Laporta y su junta directiva. Se reclamaban unas pérdidas acumuladas de 47,6 millones de euros. Unos resultados que incluían los 63,8 millones de pérdidas de los ocho primeros días del mandato de la junta Laporta de la que también habían formado parte Josep Maria Bartomeu y Sandro Rosell. La acción social de responsabilidad no prosperó. En octubre de 2014, la justicia determinó que el mandato Laporta había cerrado con resultados globales positivos.
En 2015, Josep Maria Bartomeu, junto con Sandro Rosell y el FC Barcelona, fueron acusados por la fiscalía de varios delitos fiscales y societarios en la contratación, en 2013, del jugador brasileño, Neymar Júnior, en el conocido como Caso Neymar. Bartomeu no reconoció los hechos por los que se le acusaba, pero la fiscalía le pidió pena de prisión y multa por tres delitos contra la hacienda pública. Bartomeu, en su calidad de vicepresidente deportivo, había intervenido en la negociación y firma de todos los contratos generados en los trámites por el fichaje del jugador brasileño. El procedimiento judicial iniciado por el juez Pablo Ruz, de la Audiencia Nacional, fue trasladado posteriormente a los juzgados de Barcelona.
En 2016, ya como presidente del club y con el procedimiento del Caso Neymar en los juzgados de Barcelona, Bartomeu negoció con la fiscalía la resolución del caso con un pacto que implicaba la exoneración de culpa de Sandro Rosell y del propio Bartomeu, y cargaba toda la responsabilidad al FC Barcelona imputándole una condena de dos delitos fiscales y el pago de una multa de 5,5 millones de euros, los intereses de demora y las costas judiciales. El pacto no se sometió a la asamblea de compromisarios y fue la junta directiva quien lo aprobó con el voto favorable de catorce directivos, dos votos en contra y dos abstenciones.
En noviembre de 2016, la fiscalía formuló escrito de acusación, por estafa y corrupción en la contratación del jugador Neymar, contra Bartomeu, Sandro Rosell, Neymar, los padres de Neymar y los clubes Santos de Brasil y FC Barcelona. La Audiencia Nacional había admitido a trámite la querella presentada por el fondo brasileño DIS, que era el propietario del 40% de los derechos económicos del jugador Neymar, denunciando ser víctimas de estafa al haberse ocultado el valor real de su fichaje. En junio de 2019, el caso DIS, también conocido como caso Neymar 2, fue trasladado a los juzgados de Barcelona. En abril de 2020 seguía pendiente de resolución.
El 17 de febrero de 2020, dos periodistas de la Cadena SER destaparon el denominado Caso I3 Ventures, también conocido como Barçagate, que recibió el premio Ramón Barnils de periodismo. Se trataba de una presunta campaña de difamación del FC Barcelona en las redes sociales que, a través de la contratación de una empresa llamada I3Ventures.sl, se dedicaría, a través de decenas de cuentas "no oficiales" del club, crear estados de opinión en las redes sociales para proteger la imagen de presidente Bartomeu y al mismo tiempo también atacar personas de diferentes ámbitos del entorno azulgrana. Después de un desmentido inicial, el presidente Bartomeu admitió que la empresa estaba contratada desde 2017 y anunció la rescisión de este contrato y el encargo de una auditoría interna para esclarecer los hechos. El informe de la auditoría encargada por el FC Barcelona a PwC el 19 de febrero de 2020 fue hecho público el 6 de julio del mismo año. Respecto a este caso de acoso en redes sociales, el informe niega cualquier tipo de acoso, difamación y corrupción en el seno del club: no se encargó campaña difamatoria por parte del equipo directivo, de los jugadores o sus personas allegadas o de cualquier otra persona vinculada al club.
El 10 de abril de 2020, seis directivos de la junta del presidente Bartomeu presentaron su dimisión ante notario. La confirmación de que se habían troceado las facturas del caso Barçagate para evitar el control de la junta directiva, fue el motivo principal de estas dimisiones. Las declaraciones del dimisionario, Emili Rousaud, denunciando la existencia de corrupción en el club, provocó la enérgica protesta del FC Barcelona y el anuncio de acciones legales contra el exdirectivo. El 1 de marzo de 2021 Bartomeu fue detenido en medio de la investigación del Barçagate. También fueron arrestados Jaume Masferrer, su jefe de gabinete, Òscar Grau, CEO del F. C. Barcelona, y Román Gómez Ponti, jefe de los servicios jurídicos del club.
En noviembre de 2022 fue imputado por un delito de injurias contra Jaume Roures. El Juzgado de Instrucción número 13 de Barcelona es el órgano encargado de investigar este presunto delito.